# رینو دلا نگرا
رینو دلا نگرا (انگلیسی: Rino Della Negra; ۱۸ اوت ۱۹۲۳ – ۲۱ فوریهٔ ۱۹۴۴) بازیکن فوتبال اهل پادشاهی ایتالیا بود.
از باشگاه‌هایی که در آن بازی کرده‌است می‌توان به باشگاه فوتبال ستاره سرخ اشاره کرد.